# Zabić prezydenta (film 2006)
Zabić prezydenta (tytuł oryginalny Death of a President) – brytyjski film fabularny (przedstawiony w konwencji filmu dokumentalnego) z 2006 roku, w reżyserii Gabriela Range.

## Obsada
- Hend Ayoub
- Brian Boland
- Becky Ann Baker
- Cate Blanchett
- Robert Mangiardi
- Jay Patterson
- Jay Whittaker

## Opis fabuły
Przedstawiony w formule dokumentu thriller polityczny przedstawiający historię fikcyjnego zamachu na George'a W. Busha 19 października 2007. Film zdobył nagrodę krytyków na festiwalu w Toronto.